# Liste der Monuments historiques in Cadillac-sur-Garonne
Die Liste der Monuments historiques in Cadillac-sur-Garonne führt die Monuments historiques in der französischen Gemeinde Cadillac-sur-Garonne auf.

## Liste der Bauwerke
| Bezeichnung              | Beschreibung | Standort | Kennzeichnung | Schutzstatus | Datum | Bild           |
| ------------------------ | ------------ | -------- | ------------- | ------------ | ----- | -------------- |
| Schloss                  |              | (Lage)   | PA00083500    | Classé       | 1862  | weitere Bilder |
| Friedhof der Vergessenen |              | (Lage)   | PA33000132    | Inscrit      | 2010  | weitere Bilder |
| Kirche St-Martin         |              | (Lage)   | PA00083499    | Classé       | 2002  | weitere Bilder |
| Porte du potager         |              | (Lage)   | PA00083502    | Inscrit      | 1965  | weitere Bilder |
| Stadtbefestigung         |              | (Lage)   | PA00083501    | Classé       | 1881  | weitere Bilder |

## Liste der Objekte

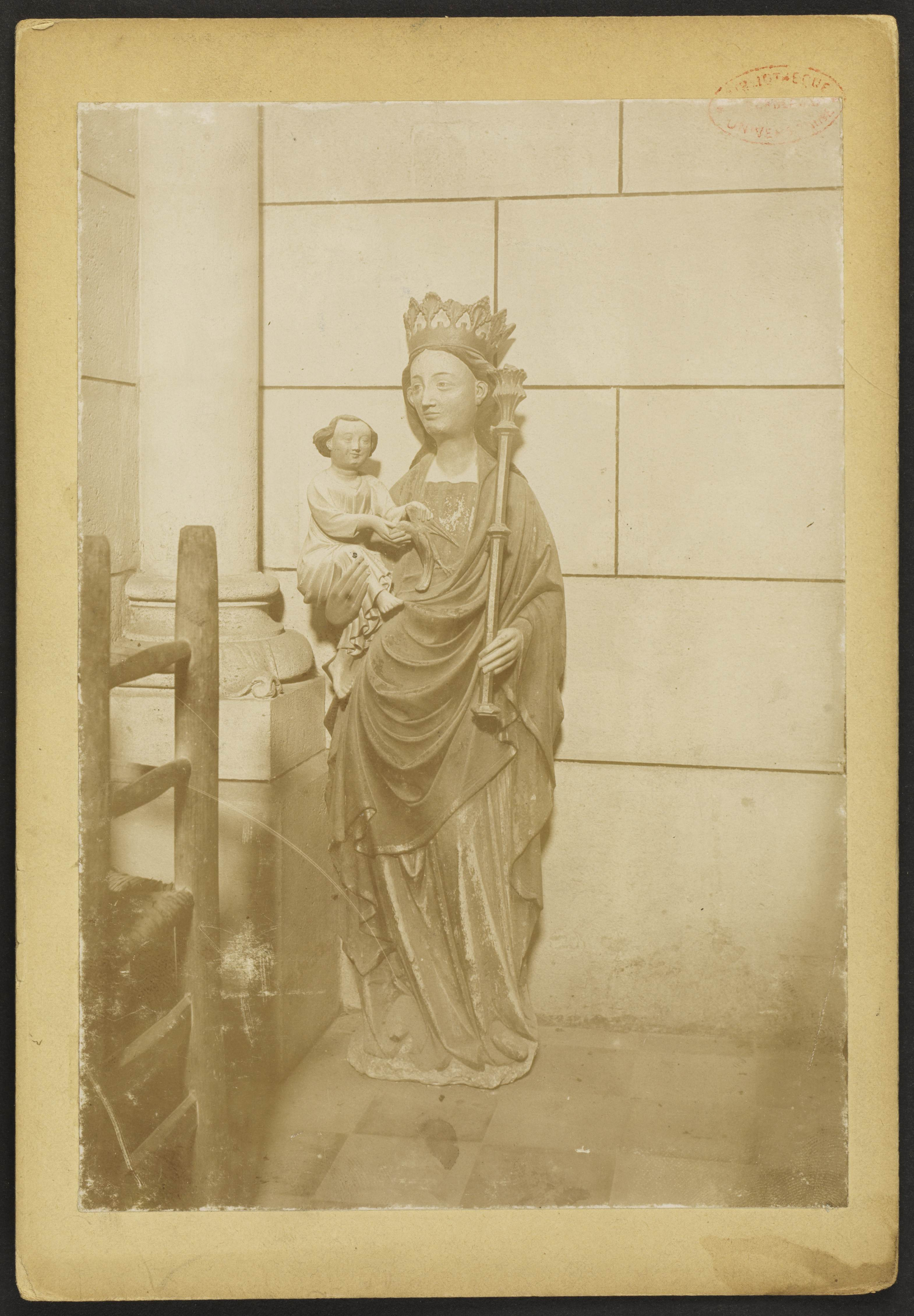
Madonna mit Kind in Cadillac (Foto von Jean-Auguste Brutails, um 1900)

- Monuments historiques (Objekte) in Cadillac-sur-Garonne in der Base Palissy des französischen Kultusministeriums

Siehe auch: Madonna mit Kind (Cadillac-sur-Garonne)